# Кемпбелл (Міссурі)
Кемпбелл (англ. Campbell) — місто (англ. city) в США, в окрузі Данкін штату Міссурі. Населення — 1605 осіб (2020).

## Географія
Кемпбелл розташований за координатами 36°29′35″ пн. ш. 90°4′34″ зх. д. / 36.49306° пн. ш. 90.07611° зх. д. (36.493043, -90.076073).  За даними Бюро перепису населення США в 2010 році місто мало площу 3,64 км², з яких 3,64 км² — суходіл та 0,00 км² — водойми.

## Демографія
Згідно з переписом 2010 року, у місті мешкали 1992 особи в 799 домогосподарствах у складі 495 родин. Густота населення становила 547 осіб/км².  Було 903 помешкання (248/км²).
Расовий склад населення:
| - 97,8 % — білих - 0,3 % — корінних американців - 0,1 % — чорних або афроамериканців - 0,1 % — азіатів |

До двох чи більше рас належало 1,3 %. Частка іспаномовних становила 2,1 % від усіх жителів.
За віковим діапазоном населення розподілялося таким чином: 24,8 % — особи молодші 18 років, 55,8 % — особи у віці 18—64 років, 19,4 % — особи у віці 65 років та старші. Медіана віку мешканця становила 39,8 року. На 100 осіб жіночої статі у місті припадало 86,9 чоловіків;  на 100 жінок у віці від 18 років та старших — 85,0 чоловіків також старших 18 років.
Середній дохід на одне домашнє господарство  становив 31 422 долари США (медіана — 21 901), а середній дохід на одну сім'ю — 37 123 долари (медіана — 31 118). За межею бідності перебувало 31,1 % осіб, у тому числі 43,1 % дітей у віці до 18 років та 20,3 % осіб у віці 65 років та старших.
Цивільне працевлаштоване населення становило 591 осіб. Основні галузі зайнятості: освіта, охорона здоров'я та соціальна допомога — 27,4 %, виробництво — 16,1 %, роздрібна торгівля — 15,6 %.